# جاي ماكدونا
جاي ماكدونا (بالإنجليزية: Jay McDonagh)‏ هو لاعب كرة قدم أمريكية أمريكي، ولد في 7 فبراير 1973.

## وصلات خارجية
- جاي ماكدونا على موقع JustSportsStats.com (الإنجليزية)
- جاي ماكدونا على موقع كلية كرة القدم في سبورتس رفرنس.كوم (الإنجليزية)